# Stora Iglasjön
Stora Iglasjön är en sjö i Gislaveds kommun i Småland och ingår i Nissans huvudavrinningsområde. Sjön är 5,2 meter djup, har en yta på 0,128 kvadratkilometer och befinner sig 169,2 meter över havet. Vid provfiske har abborre, gädda, mört och sutare fångats i sjön.

## Delavrinningsområde
Stora Iglasjön ingår i det delavrinningsområde (634136-136206) som SMHI kallar för Mynnar i Ängån. Medelhöjden är 165 meter över havet och ytan är 26,27 kvadratkilometer. Det finns inga delavrinningsområden uppströms utan avrinningsområdet är högsta punkten. Stålebobäcken som avvattnar avrinningsområdet har biflödesordning 3, vilket innebär att vattnet flödar genom totalt 3 vattendrag innan det når havet efter 112 kilometer. Delavrinningsområdet består mestadels av skog (64 %) och sankmarker (18 %). Avrinningsområdet har 0,29 kvadratkilometer vattenytor vilket ger det en sjöprocent på 1,1 %.